# Antanifotsy
Antanifotsy est une commune rurale malgache, située dans la partie est de la région de Vakinankaratra dans le District d'Antanifotsy dont elle constitue le chef-lieu. La ville est par ailleurs jumelée avec La Possession, municipalité de l'île de La Réunion.
Le District d'Antanifotsy est compose de 14 Communes Rurales : Ambatolahy · Ambatomiady · Ambatotsipihina · Ambodiriana · Ambohimandroso · Ambohitompoina · Ampitatafika · Andranofito · Anjamanga. Antanifotsy · Antsahalava · Antsampandrano. Belanitra. Soamanandrariny